# Бейкер, Кит Майкл
Кит Майкл Бейкер (англ. Keith Michael Baker; род. 7 августа 1938, Суиндон (унитарная единица), Уилтшир) — британо-американский историк, один из ведущих в мире специалистов по Франции 18-го века, именной профессор-эмерит Стэнфорда. Прежде профессор Чикагского университета (по 1989). Член Американского философского общества (1997) и Американской академии искусств и наук. Директор Стэнфордского гуманитарного центра (Stanford Humanities Center) с 1995 по 2000 год. В 2004-5 сопрезидент Society for French Historical Studies.
Окончил Кембридж (бакалавр с первоклассным отличием, трайпос по истории, 1960; магистр искусств, 1963), учился там с 1957.
Степень доктора философии по историческим исследованиями получил в Университетском колледже Лондона (1964) под началом Альфреда Коббена. С 1965 ассистент-, с 1970 ассоциированный, с 1977 профессор (по 1989) Чикагского университета. С 1988 профессор Стэнфорда, в 1994-5 завкафедрой истории. Исследовал культурные и политические истоки Французской революции. Автор Condorcet. From Natural Philosophy to Social Mathematics and Inventing the French Revolution (издательство Чикагского университета, 1975; в мягкой обложке, 1982). Работает над интеллектуальной биографией Жана-Поля Марата. Другие работы:
- Изобретая Французскую революцию: Очерки о французской политической культуре в восемнадцатом веке, Издательство Кембриджского университета, 1990.
- «Революция сценариев», соавтор — Дэн Эдельштейн, Stanford University Press, 2015.

Редактор первого тома The French Revolution and the Creation of Modern Political Culture {Рец.}.
Соредактор (совм. с Peter Hanns Reill) What’s Left of Enlightenment? (2002), а также Life Forms in the Thinking of the Long Eighteenth Century (Toronto: University of Toronto Press, 2016) {Рец.}.